# La Mandarine
La Mandarine var en medelhavsinspirerad gourmetrestaurang som var belägen på takterrassen för det fyrstjärniga hotellet Port Palace Hôtel i La Condamine i Monaco. Restaurangen hade en Michelinstjärna mellan 2009 och 2012.
Den stängdes 2013, när restaurangen blev ersatt av La Marée som ingår i en rysk skaldjursrestaurangkedja med samma namn.